# Sega CD
Sega CD, phát hành như là Mega-CD trong hầu hết các khu vực bên ngoài Bắc Mỹ và Brazil, là một đĩa CD-ROM phụ kiện cho Sega Genesis sản xuất bởi Sega như một phần của thế hệ thứ tư của video game console. Nó được phát hành vào ngày 12 tháng 12 năm 1991 tại Nhật Bản, ngày 15 tháng 10 năm 1992 tại Bắc Mỹ và ngày 2 tháng 4 năm 1993 tại Châu Âu. Sega CD chơi các trò chơi CD và bổ sung thêm chức năng phần cứng như CPU nhanh hơn và các cải tiến về đồ họa như chia tỷ lệ và xoay sprite. Nó cũng có thể chơi đĩa CD âm thanh và CD+G đĩa.
Sega đã tìm cách phù hợp với khả năng của Hệ thống CD-ROM² PC Engine cạnh tranh, đồng thời bổ sung thêm một CPU và chip đồ họa tùy chỉnh. Họ hợp tác với JVC để thiết kế Sega CD. Lo sợ bị rò rỉ, Sega từ chối tham khảo ý kiến của Sega của Mỹ cho đến khi dự án hoàn thành; Sega của Mỹ đã lắp ráp các bộ phận từ các đơn vị giả để có được một đơn vị hoạt động. Sega CD đã được thiết kế lại nhiều lần bởi Sega và các nhà phát triển bên thứ ba được cấp phép.
Lợi ích chính của công nghệ CD vào thời điểm đó là khả năng lưu trữ lớn hơn; Đĩa CD cung cấp nhiều không gian hơn 320 lần so với hộp mực Genesis. Lợi ích này thể hiện dưới dạng các trò chơi video chuyển động đầy đủ (FMV) như gây tranh cãi, đã trở thành trọng tâm của các phiên điều trần quốc hội năm 1993 về các vấn đề bạo lực và xếp hạng trò chơi điện tử.
Thư viện trò chơi Sega CD có các trò chơi nổi tiếng như Sonic CD, Lunar: The Silver Star, Lunar: Eternal Blue, Popful Mail và Snatcher, nhưng cũng có nhiều cổng Genesis và các trò chơi FMV nhận được kém. Giá cao của CD Sega cũng là một nguyên nhân góp phần khiến nó không thành công. 2,24 triệu đơn vị Sega CD đã được bán, sau đó Sega ngừng sản xuất để tập trung vào Sega Saturn. Sự đón nhận hồi tưởng là lẫn lộn, với lời khen ngợi cho một số trò chơi và chức năng, nhưng chỉ trích vì sự thiếu hụt các trò chơi sâu sắc, giá cao và thiếu sự hỗ trợ từ Sega. Sự ủng hộ không tốt của Sega đối với Sega CD đã bị chỉ trích là khởi đầu cho sự mất giá của thương hiệu.